# Lijst van kasseistroken in Noord-Brabant

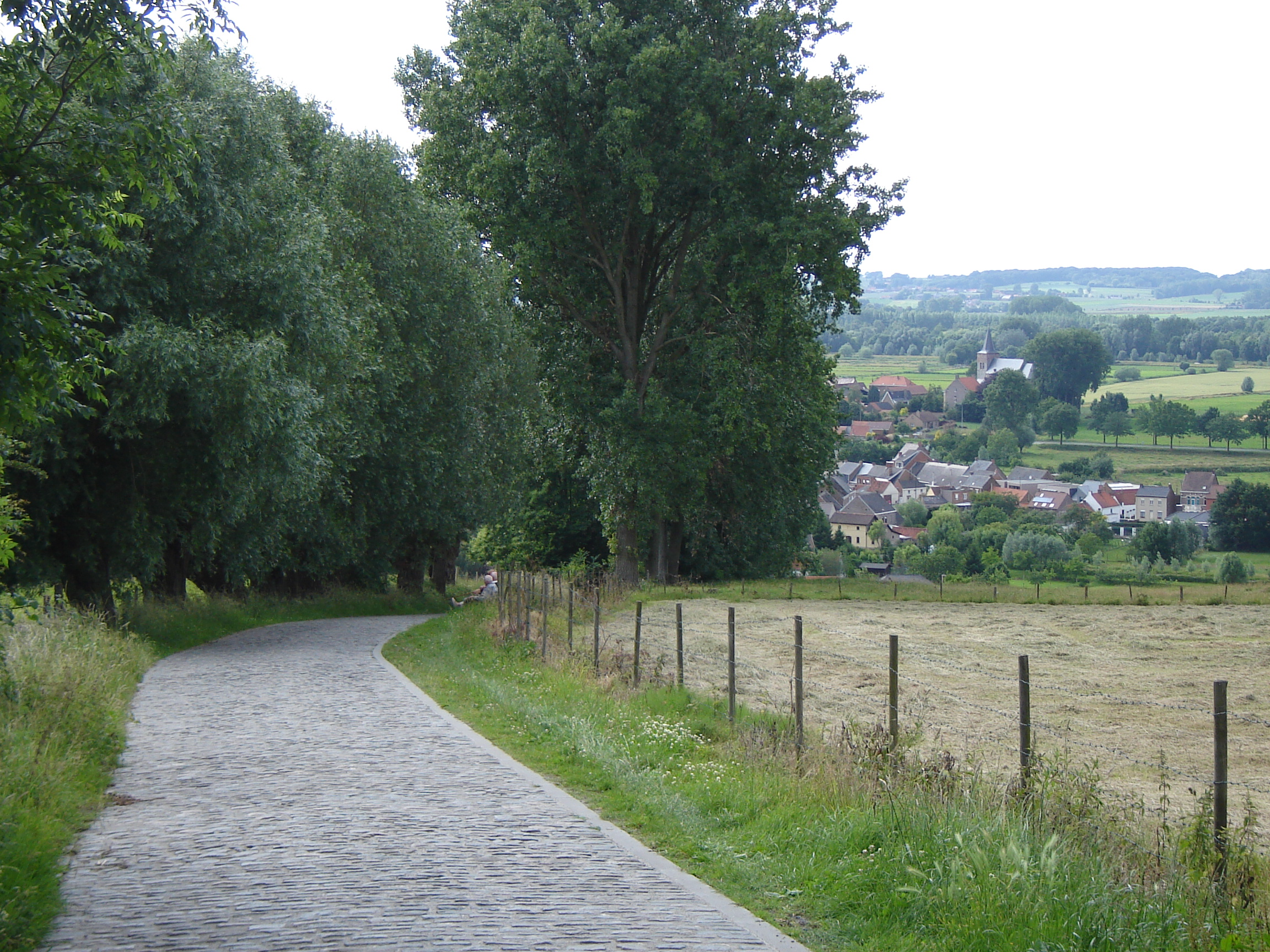
Voorbeeld van een kasseistrook.

Dit is een lijst van kasseistroken in Noord-Brabant, Nederland. Deze kasseistroken zijn vooral bekend uit wielerwedstrijden. Vaak worden ze gecombineerd. Enkele kasseistroken zitten in recreatieve wieler- of fietsroutes. 

## West-Noord-Brabant
De kasseistroken in West-Noord-Brabant zitten of zaten in diverse wielerwedstrijden. De Hogerwaardpolder en de Bossestraat zijn meermaals opgenomen in de Delta Tour Zeeland en de Ronde van Zeeland Seaports. De kasseistrook Hogerwaardpolder werd opgenomen in de World Ports Classic en Schaal Sels. Ook wordt deze strook opgenomen in de Slag om Woensdrecht. In 2023 zat ze in de 3e etappe van de ZLM Tour. De Vijdtpolder werd voorheen opgenomen in Schaal Sels. De kasseistroken Galderseweg, Hamseweg/Hoge Zeedijk en Zevenbergseweg zaten voorheen in de World Ports Classic. 
De recreatieve wielerroute Jo de Rooroute gaat over de Bossestraat en de Hogerwaardpolder.
De bekendste stroken in West-Noord-Brabant zijn:
- De Hogerwaardpolder: polder en ook een straat in de buurt van Rilland. De straat is samen met de Hogerwaardweg een kasseiweg parallel aan de Oude Rijksweg (N289). De weg ligt in de gelijknamige Hogerwaardpolder. De strook is 2,3 km lang en ligt deels in Noord-Brabant en deels in Zeeland.
- De Bossestraat: een helling en kasseistrook (in diverse wielerwedstrijden wordt deze afgedaald en als kasseistrook in het wedstrijdboek opgenomen) in Woensdrecht.
- De Vijdtpolder: een kasseistrook en straat op de grens tussen Noord-Brabant en Zeeland in de omgeving Ossendrecht.
- De Galderseweg: een kasseistrook en straat in Galder. De strook is 0,9 km lang.
- De Hamseweg/Hoge Zeedijk: een kasseistrook en straten bij Zevenbergschen Hoek. De strook is 2,9 km lang.
- De Zevenbergseweg: een kasseistrook en straat bij Noordhoek. De strook is 1 km lang.

## Midden-Noord-Brabant
De kasseistroken in Midden-Noord-Brabant zitten of zaten in diverse wielerwedstrijden. De Watertorenstraat zat voorheen in de Ronde van Midden-Brabant. De Oude Rielsweg zit in de Midden-Brabant Poort Omloop.
De bekendste stroken in Midden-Noord-Brabant zijn:
- De Pompstationweg: een kasseistrook en straat ten westen van Tilburg. De strook is 1 km lang.
- De Veenstraat: een kasseistrook en straat bij Molenschot. De strook is 1,3 km lang.
- De Watertorenstraat: een kasseistrook en straat in Dongen. De strook is 0,8 km lang.
- De Oude Rielsweg: een kasseistrook en straat in Alphen. De strook bestaat uit 2 delen, deze zijn gezamenlijk 1,3 km lang.
- De Hoolstraat: een kasseistrook en straat in Berkel-Enschot. De strook is 1,4 km lang.

## Oost-Noord-Brabant
De kasseistroken in Oost-Noord-Brabant zitten of zaten in diverse wielerwedstrijden. De stroken Vooreind, Neterselseweg, De Hoeve, Hulselseweg en Dorpsstraat zijn bekend uit de Omloop der Kempen. Het Kapellerpad wordt opgenomen in de Omloop van Valkenswaard. 
De bekendste stroken in Oost-Noord-Brabant zijn:
- De Haarsteegsestraat: een kasseistrook en straat in Haarsteeg. De strook is 1 km lang.
- De Nieuwkuijksestraat: een kasseistrook en straat in Nieuwkuijk. De strook is 1,5 km lang.
- Vooreind: kasseistrook en straat tussen Lage Mierde en Hulsel. De strook is 3 km lang.
- De Neterselseweg: een kasseistrook en straat tussen Netersel en Bladel. De strook is 3 km lang.
- De Hoeve: een kasseistrook en straat tussen Netersel en Casteren. De strook is 1,7 km lang.
- De Hulselseweg: een kasseistrook en straat tussen Hulsel en Bladel. De strook is 2 km lang.
- De Dorpsstraat: een kasseistrook en straat tussen Casteren en Hoogeloon. De strook is 1,3 km lang.
- De Soeterseweg: een kasseistrook en straat bij Nederwetten. De strook is 2,7 km lang.
- Het Kapellerpad: een kasseistrook en straat in Borkel. De strook is 0,3 km lang.